# Суккулово (Ермекеевский район)
Суккулово (баш. Һыуыҡҡул) — село в Ермекеевском районе Башкортостана, административный центр Суккуловского сельсовета.

## История
Село было основано башкирами Кыр-Еланской волости Казанской дороги на собственных вотчинных землях.

## Географическое положение
Расстояние до:
- районного центра (Ермекеево): 18 км,
- ближайшей ж/д станции (Приютово): 49 км.

## Население
| 2002 | 2009 | 2010 |
| ---- | ---- | ---- |
| 819  | ↘787 | ↘777 |

Национальный состав
Согласно переписи 2002 года, преобладающие национальности — Татары (52 %), Чуваши (28 %).

## Религия
В селе есть мечеть и православная церковь Казанской иконы Божией Матери.

## Известные уроженцы
- Атнагулов, Салахетдин Садриевич (1893—1937) — деятель башкирского национального движения, писатель.
- Гарин, Фёдор Данилович (1908—1987) — Герой Социалистического Труда[5].
- Горбунова, Валентина Юрьевна (род. 21 июля 1947) — генетик. Доктор биологических наук (2000), профессор (2000) Башкирского государственного педагогического университета имени М.Акмуллы, Заслуженный работник высшей школы РФ, Заслуженный деятель науки Республики Башкортостан
- Минигулов, Шарип Хабеевич (1928—2003) — военный деятель. Полковник (1969).
- Прохоров, Михаил Владимирович (16.04.1924—28.06.2012) — Герой Социалистического Труда[5].

## Факты
В селе со слов колхозника Владимира Григорьевича Андреева была записана сказка «Червонный крест», вошедшая в книгу «Чувашские сказки», изданного в 1937 году.